# Yet Another Movie
„Yet Another Movie“ je šestá skladba z alba A Momentary Lapse of Reason od anglické progresivně rockové skupiny Pink Floyd, vydaného v roce 1987.. Skladbu napsali David Gilmour a Patrick Leonard.

## Sestava
- David Gilmour – kytara, zpěv, programování, sekvencer
- Nick Mason – bicí
- Richard Wright – syntezátor, doprovodný zpěv
- Tony Levin – baskytara
- Jim Keltner – bicí
- Steve Forman – perkuse